# Framsókn
Framsókn ist eine liberale Partei auf den Färöern. Framsókn bedeutet wörtlich übersetzt Fortschritt. Von 15. September 2015 bis 16. September 2019 bildete die Partei in einer Koalition mit Javnaðarflokkurin und Tjóðveldi einen Teil der färöischen Landesregierung. 

## Geschichte
Die Partei wurde am 9. März 2011 auf einer Versammlung von circa 100 bis 120 interessierten Bürgern gegründet, darunter ehemalige Mitglieder des Fólkaflokkurin. Poul Michelsen, der ehemalige Bürgermeister von Tórshavn, war hier eine der treibenden Kräfte.
Bei der Løgtingswahl Ende Oktober 2011 erhielt die Partei 6,3 Prozent der Wählerstimmen. Framsókn konnte zwei Abgeordnetensitze im Løgting einnehmen. Poul Michelsen, der 581 persönliche Stimmen bekam, sowie Janus Rein mit 250 persönlichen Stimmen. Bereits ein Jahr später verließ Janus Rein die Partei, weil er sich mit Poul Michelsen überworfen hatte. Er behielt jedoch seinen Sitz als parteiloser Abgeordneter, so dass Framsókn für den Rest der Legislaturperiode nur noch mit einem Abgeordneten im Løgting vertreten war. Im September 2013 trat Janus Rein dann als Abgeordneter dem Fólkaflokkurin bei.
Bei der Løgtingswahl Anfang September 2015 konnte die Partei ihr Ergebnis verbessern und erhielt 7,0 Prozent der Wählerstimmen. Framsókn ist erneut mit zwei Abgeordneten im Løgting vertreten. Diesmal mit Poul Michelsen, der 669 persönliche Stimmen erhielt und Hanna Jensen mit 201 persönlichen Stimmen. Hanna Jensen ist zugleich stellvertretende Vorsitzende der Framsókn.
Nach dem erfolgreichen Verlauf der Koalitionsverhandlungen zwischen Javnaðarflokkurin, Tjóðveldi und Framsókn erhielt Framsókn das Handels- und Industrieministerium sowie den Aufgabenbereich für Äußeres. Poul Michelsen wurde von der Partei für diesen Ministerposten benannt. Da Poul Michelsen deshalb Mitglied der neuen Landesregierung ist, deren Mitglieder im Løgting nicht stimmberechtigt sind, wurden bei der Eröffnungssitzung des Løgtings am 15. September von der Partei Ruth Vang als Nachrückerin für den freigewordenen Abgeordnetensitz benannt.
Am 17. September 2015 gab Parlamentspräsident Páll á Reynatúgvu bekannt, dass Annika Olsen, die am 9. September aus dem Fólkaflokkurin ausgetreten war, ihm mitgeteilt habe, dass sie nach gut einer Woche als unabhängige Abgeordnete der Fortschrittspartei Framsókn beigetreten sei, weshalb die Parlamentsfraktion der Partei sich nun aus drei Abgeordneten zusammensetze.
Da Poul Michelsen wegen seines Ministeramtes seinen Abgeordnetensitz im Løgting aufgeben musste und einer Nachrückerin überlassen hatte, war durch den Neuzugang eine dreiköpfige Parlamentsfraktion im Løgting entstanden, die sich ausschließlich aus Frauen zusammensetzte: Ruth Vang, Hanna Jensen und Annika Olsen.
Doch nur drei Tage nach ihrem Eintritt teilte Annika Olsen am 20. September 2015 mit, dass sie mit sofortiger Wirkung aus der Fortschrittspartei ausgetreten sei und ebenfalls den Vorsitz im Finanzausschuss niedergelegt habe. Als Begründung für ihren Schritt gab sie an, dass in den zurückliegenden Tagen auf ihr starker Druck gelastet habe und dass die Bedenkzeit für den Parteiwechsel zu kurz gewesen sei. Sie könne dies ihren Wählern gegenüber nicht mehr rechtfertigen. Weiterhin teilte sie mit, dass sie einen Antrag auf zeitweilige Beurlaubung beim Parlament eingereicht habe.
Der Vorsitz im Finanzausschuss wurde im Anschluss von Ruth Vang übernommen und verblieb damit in der Fortschrittspartei.

## Programm
Im Mittelpunkt steht der Freiheitsgedanke.
- Persönliche Freiheit: Menschenrechte. Selbstbestimmung und Gleichberechtigung von Menschen unabhängig von Herkunft, Glauben, Geschlecht, geschlechtlicher Orientierung usw. (Individualismus).
- Freiheit in Wirtschaft und Berufsleben. Die Rolle des Staates soll auf das Notwendigste beschränkt sein (Wirtschaftsliberalismus).
- Freiheit auf nationaler Ebene. Völlige Selbstbestimmung durch Erlangung der Unabhängigkeit und Loslösung von Dänemark (Separatismus).

## Sonstiges
Die Fortschrittspartei trägt auf den Stimmzetteln die Listenbezeichnung F. Apfelsinengelb ist die Parteifarbe von Framsókn.